# XXe corps (armée de l'Union)
Deux corps d'armée de l'armée de l'Union ont été appelés XXe Corps pendant la guerre de Sécession. Bien que les deux aient servi dans l'armée du Cumberland de l'Union, ce sont des unités distinctes qui doivent être reconnues comme telles.

## Corps de McCook

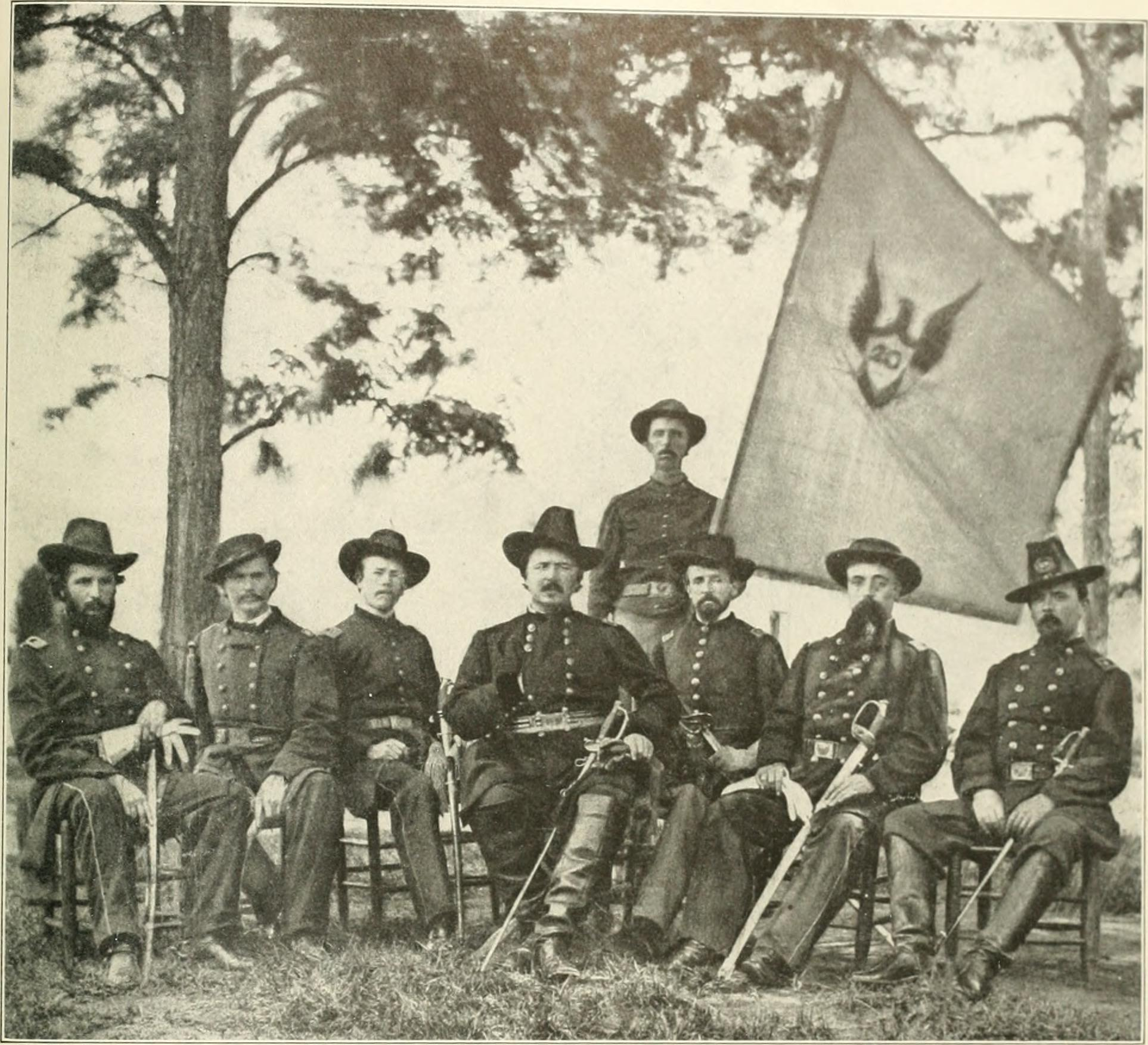
Alexander M. McCook avec son état-major et le drapeau du XXe Corps.

Le premier XXe Corps, sous le commandement d'Alexander M. McCook, est organisé au lendemain de la bataille de Stones Rivier, en janvier 1863 à partir de ce qui a été le XIV corps, ou l'aile droite de l'armée lors de la bataille. Il est tellement identifié à son commandant qu'il est généralement désigné par d'autres soldats et même par des officiers comme le « corps de McCook ».
En juin 1863, le corps prend part à une escarmouche contre l'arrière-garde de Bragg, à Liberty Gap dans le Tennessee, au cours de la campagne de Tullahoma. Il livre sa seule grande bataille à Chickamauga, où il subit des pertes effroyables au cours des deux jours de combat. Ce qu'il en reste est alors fusionné avec le XXI corps de Thomas L. Crittenden pour former le nouveau IV corps. McCook est considéré comme en grande partie responsable de la défaite de Chickamauga et relevé de son commandement.

### Historique des commandements
- Alexandre M. McCook, 9 janvier 1863 - 9 octobre 1863

## Corps de Hooker
Après la bataille de Gettysburg (juillet 1863), avec les armées de l'est engagées dans une impasse (et une grande partie de l'Armée de Virginie du Nord sous les ordres de James Longstreet servant avec Braxton Bragg dans le Tennessee), Washington dépêche Joseph Hooker (discrédité après sa défaite à Chancellorsville en mai précédent) avec les XI et XII corps de l'armée du Potomac pour essayer de soulager le siège de Chattanooga par Bragg. Le commandement joue un rôle décisif lors de la bataille de Wauhatchie, qui ouvre la « ligne de Cracker » aux assiégés de l'armée de l'Union, et s'empare de Lookout Mountain au cours de la célèbre « bataille au-dessus des nuages », pendant les prémices de la bataille de Chattanooga.
Le 4 avril 1864, juste avant le début de la campagne d'Atlanta, William T. Sherman autorise la consolidation des XI et XII corps en tant que XX corps, sous le commandement de Hooker, pour servir dans l'armée du Cumberland. Les unités des XI et XII corps sont combinées dans chaque division. Le XXe corps combat vaillamment tout au long de la campagne d'Atlanta. Après la mort de James B. McPherson à la bataille d'Atlanta, le 22 juillet, Oliver O. Howard est nommé commandant de l'armée. Hooker démissionne, en partie parce qu'Howard est plus jeune que lui, et en partie parce qu'il le blâme pour son rôle dans la défaite de l'armée du Potomac (Howard commandait le XI corps lors de la bataille de Chancellorsville, où il avait été mis en déroute par la célèbre marche de flanc de Stonewall Jackson).
Hooker est remplacé d'abord par Alpheus S. Williams, puis par Henry W. Slocum, deux anciens commandants du XII corps. Les troupes du XXe Corps sont les premières à entrer dans Atlanta après sa reddition, le 1er septembre, et plus tard participent avec l'Armée de Géorgie de Sherman à sa marche vers la mer. Williams commande à partir de là et jusqu'à la campagne des Carolines (Slocum ayant été promu au commandement de l'armée entretemps). Le corps joue un rôle majeur dans la capture de Savannah en décembre et est activement engagé lors de la campagne des Carolines, en particulier à Bentonville, où il résiste au choc principal de la contre-attaque de Joseph E. Johnston. Parce que les combats à Bentonville n'ont pas détruit l'armée de Johnston, Sherman remplace Williams par le plus agressif Joseph A. Mower. Le corps prend part à la Grande revue de mai 1865 et est dissout en juin 1865.

### Historique des commandements
| Nom                 | Début            | Fin              |
| ------------------- | ---------------- | ---------------- |
| Joseph Hooker       | 14 avril 1864    | 28 juillet 1864  |
| Alpheus S. Williams | 28 juillet 1864  | 27 août 1864     |
| Henry W. Slocum     | 27 août 1864     | 11 novembre 1864 |
| Alpheus S. Williams | 11 novembre 1864 | 2 avril 1865     |
| Joseph A. Mower     | 2 avril 1865     | 4 juin 1865      |